# فاکتور هشت (مجموعه تلویزیونی)
فاکتور هشت نام یکی از سریال‌های تلویزیونی شبکه یک تلویزیون ایران است که توسط رضا کریمی در ۲۱ قسمت ساخته شده و در بهار ۱۳۸۸ بر روی آنتن رفته‌است. این سریال برای اولین بار به موضوع نوین تولید یکی از محصولات زیست‌فناوری پزشکی بنام فاکتور هشت و مشکلات سر راه آن پرداخته و از این جهت بسیار جالب توجه‌است.

## بازیگران
| بازیگر             | نقش                 |
| ------------------ | ------------------- |
| قطب‌الدین صادقی     | دکتر محمود جلایر    |
| ستاره اسکندری      | دکتر مائده ایرانمنش |
| پژمان بازغی        | مهدی کاشفی          |
| لادن طباطبایی      | دکتر آذر طارمی      |
| ایرج راد           | دکتر صدرا           |
| حسن جوهرچی         | دکتر سهیل کامیاب    |
| ناصر ممدوح         | حمید ایرانمنش       |
| کوروش سلیمانی      | دکتر رضا احسان      |
| فریبا نادری        | مینا ایرانمنش       |
| هومن برق‌نورد       | دکتر کامران         |
| امیرکاوه آهنین‌جان  | عظیم ناصری          |
| بهزاد خداویسی      | مسعود هاتف          |
| مهرداد فلاحتگر     | سعیدی               |
| غلامرضا شهبازی     | دکتر پیمان          |
| پونه عبدالکریم‌زاده | خواهر دکتر پیمان    |

## منبع
- شبکه آی فیلم
- راسخون[پیوند مرده]
- آنا